# Аули (группа)
Auļi — латвийская фольклорная музыкальная группа, созданная в 2003 году. В состав группы входят шесть волынщиков, три барабанщика и один электровиолончелист.

## История
В 2005 году Auļi выпустили свой дебютный альбом из 12 треков Sendzirdēju. Спустя два года он был отмечен в категории «Лучший фолк-альбом» национальной премии «Золотой микрофон» («Zelta Mikrofons»). В 2010 году группа выпустила свой третий студийный альбом под названием Etnotranss - термин, который был создан для описания своей музыки. В альбоме Андрис Грунт играет на контрабасе. Этот альбом также стал лауреатом «Золотого микрофона».
4 мая 2013 года группа дала концерт в честь 10-летнего юбилея в концертном зале Palladium Rīga. В том же месяце группа выпустила один из лучших альбомов Dižducis с двенадцатью ранее выпущенными композициями, переработанный мультиинструменталистом Карлисом Аузансом, к которому присоединились Юрис Каукулис из группы Dzelzs Vilks, фолк-певец Зане Шмите, мадагаскарский музыкант Килема (вокал и валиха) и другие приглашённые музыканты. За работу над этой пластинкой, группа также получила награду «Золотой микрофон»
В 2016 году Auļi выпустили свой пятый студийный альбом Gadalokos с композициями о латышских сезонах (Sala Laiks, Sērsnu Laiks, Pavasara Laiks, Žiedų Laiks, Siena Laiks, Rudens Laiks, Велит Laiks и LEDUS Laiks) и торжествами (Meteņi, Lieldienas, Ūsiņi, Яните, Māras, Apjumības, Mārtiņi, Ziemassvētki и Pieguļa). Вдохновением для создания альбома послужил календарный кулон, найденный во время археологических раскопок в 1999—2000 годах в Тукумсе.
В 2017 году совместно с Tautumeitas группа выпустила альбом из 13 треков Lai māsiņa rotājās!, посвящённый помолвкам и свадьбам. Альбом получил Ежегодную премию в области звукозаписи в Латвии как лучший альбом народной музыки 2017 года. Lai māsiņa rotājās!! также занял 26-е место в World Music Charts Europe 2018 и 38-е место в Transglobal World Music Chart за апрель-май 2018 года.
В 2019 году Auļi выпустили альбом из 12 песен Senĉu Balsis: Voices of the Ancestors с участием четырёх приглашенных музыкантов (Бацориг Ваанчиг, Альбин Паулюс, Кай Сомби и Эдгарс Липорс), каждый из которых представляет отдельный стиль пения (хоомей, йодль, йойк и традиционное латвийское пение). Через два месяца после выхода студийного альбома Ауки выпустил запись этого альбома вживую под названием Voices of the Ancestors.
В 2020 году Auļi выпустили сингл для удалённого выступления, вдохновлённый пандемией COVID-19 и вместе со многими другими барабанщиками и волынщиками по имени Alšvangas Dūdu Meldiš. Премьера песни состоялась 10 мая 2020 года в разгар пандемии COVID-19.
В 2021 году вышел инструментальный альбом из 12 композиций Visapkārt («Иммерсивный») с использованием технологии объёмного звука Dolby Atmos.

## Состав
- Каспарс Барбалс — Дудас[англ.], дудка, бомбарда и барабаны
- Линн Барбо — Торупилл[англ.] и варган
- Гатис Валтерс — Дига[англ.] и барабаны
- Марис Екабсонс — дудаc и вокал
- Эдгарс Карклис — дудас
- Нормунд Вайвадс — дудас
- Гатис Индревич — дудас и бомбард
- Микус Чавартс — ударные инструменты
- Эдгарс Круминьш — барабаны
- Kaspars Indrēvics — барабаны для стволов деревьев

## Дискография
- Sendzirdēju (2005)
- Auļos… (2007)
- Etnotranss (2010)
- Dižducis (2013)
- Gadalokos (2016)
- Lai māsiņa rotājās! (2017, совместно с Tautumeitas)
- Senču balsis (2019)
- Voices of the Ancestors (Live at GORS, Rēzekne, 2019)
- Visapkārt (2021)